# Якоб Мейєр
Якоб Мейєр (нід. Jaap Meijer, 20 квітня 1905 — 2 грудня 1943) — нідерландський велогонщик.
Срібний призер Олімпійських Ігор 1924 року в спринті.